# Pierre Émile Aubert
Pour les articles homonymes, voir Aubert.
Pierre Émile Aubert (Arras, 8 mars 1888 - Neuilly-sur-Seine, 27 décembre 1972) est un administrateur colonial français surtout connu pour avoir installé le régime de Vichy pendant la Seconde Guerre mondiale à La Réunion, l'île du sud-ouest de l'océan Indien devenue département français, dont il fut gouverneur du 30 décembre 1939 au 1er décembre 1942. Il a été fait Officier de la Légion d'honneur en 1928.

## Biographie
Pierre-Émile Aubert est né le 8 mars 1888 à Arras, dans le Pas-de-Calais, en France. Il entre à l'École coloniale dans la promotion de 1907. Licencié en droit, il commence sa carrière en Guinée. Il se rend ensuite à La Réunion lorsque la guerre éclate afin de rejoindre son unité combattante. Cependant, en décembre 1916, Aubert est grièvement blessé. À titre militaire, il est capitaine de réserve et Chevalier de la Légion d'honneur. Après la retraite de Joseph Court, il est désigné comme gouverneur de la Réunion où il arrive le 26 février 1940.
Le rôle qu'on lui prête durant la Seconde Guerre mondiale est le rejet des propositions britanniques à la suite de la défaite française, de la capitulation et de l'armistice du 22 juin 1940 qu'il apprend le lendemain par les radios étrangères. Il refuse également de continuer la lutte et s'oppose ainsi à la volonté du général de Gaulle. Il doit faire face au blocus maritime instauré par les Britanniques contre La Réunion et à la grave pénurie qui s'ensuit. Il demande à la population au cours de nombreuses émissions radiodiffusées de suivre le maréchal Pétain. Ainsi en octobre 1941, il envoie un rapport au ministère des Colonies : « Le pays était désemparé, rétif, au lendemain de l'armistice. Après ma prise de position volontairement brutale à la réception de l'insolent message de Lord Halifax, j'ai groupé autour de moi les dirigeants de la colonie, j'ai imposé le respect d'une obéissance disciplinée à mon gouvernement et amené peu à peu une confiance détendue. Jour après jour, une action incessante a été poursuivie, par mes allocutions radiodiffusées, par une propagande inlassable, pour faire connaître et faire aimer l'œuvre de rénovation nationale entreprise par le Maréchal... ».
Le 19 avril 1941, Pierre Aubert met en place une Cour criminelle spéciale à Saint-Denis pour réprimer les antivichyste et encourage la délation. Le 2 septembre , il met en place le régime des tickets de rationnement pour toute denrée de consommation courante qui restera en place jusqu'au 1er avril 1950. Mais dès 1942, la pénurie est générale et l'essentiel de la nourriture est constituée de manioc.
Après que les Britanniques se sont emparés de Diego Suarez en mai 1942 et qu'ils s'assurent de la maîtrise de l'Océan Indien, il déclare Saint-Denis ville ouverte fin septembre 1942. Lorsque les Forces françaises libres débarquent le 28 novembre 1942 à La Réunion, il refuse de se rendre. Les Portois, guidés par Léon de Lépervanche, prennent d'assaut la mairie et le conseil municipal pro-vichy est destitué. La butte Citronnelle est bombardée et détruite par le Léopard (contre-torpilleur). Il faut attendre le 30 novembre 1942, à 8 h 45 pour qu'il reconnaisse l'installation du nouveau gouverneur nommé par le général de Gaulle, André Capagorry et à condition que ses fonctionnaires et officiers soient autorisés à quitter l'île à leur demande et que lui et son chef du cabinet Jean-Jacques Pillet soient considérés comme des prisonniers de guerre. Il quitte La Réunion à bord du Léopard, en direction de l'île Maurice où il est placé en résidence surveillée. Il sera par la suite transféré à Alger.
À la Libération, Aubert passe devant la Haute Cour de justice où il est relaxé. 
À la fin de sa carrière, il continue sa carrière entre le Ministère des colonies et l'Afrique de l'Ouest. 
Pierre-Émile Aubert meurt à Neuilly-sur-Seine le 27 décembre 1972.

## Distinctions
- Officier de la Légion d'honneur (1928)

## Citations
Le 11 juin 1940, lors d'une interview diffusée par la radio Saint-Denis, le gouverneur affirme: « Aujourd’hui comme hier, je vous répète nos mots d’ordre, ardeur au travail, confiance absolue en nos chefs, foi en la victoire ». 
Le 29 juin 1940, le gouverneur Aubert s'exprime lors d'une réunion de  la Commission consultative de la défense: « Honneur vous assurer du loyalisme réunionnais. Pour ma part, et plus que jamais, servirai avec foi, une Patrie malheureuse. Vous serai reconnaissant de transmettre ces assurances au gouvernement et croire personnellement à mon attachement respectueux ».
Le 24 et 25 juin 1940, le gouverneur s'adresse à la population lors d'un discours radio: « On me force à souligner que je n’ai de leçons de patriotisme à recevoir de personne - mon passé en témoigne - et ce petit pays glorieux dont j’ai pris la charge, je saurai, je l’affirme, assurer son destin dans l’honneur...»
Juin 1940 : « Le gouvernement de la Réunion doit-il sortir de la légalité pour se mettre, au mépris des ordres du pouvoir central, à la disposition du gouvernement britannique ? »
Pierre-Émile Aubert écrit dans une lettre au ministre des Colonies le 11 avril 1942: « Les sujets français originaires de l'Inde et les Chinois ainsi que leurs enfants nés à la Réunion ne s'assimilent pas complètement aux Français. Ils conservent leurs mœurs et leurs coutumes et forment une collectivité particulière dans la collectivité française ».